# Jättebeckasin
Jättebeckasin (Gallinago undulata) är en beckasin som förekommer i Sydamerika, den största i släktet.. 

## Kännetecken

### Utseende
Jättebeckasinen är som namnet avslöjar störst av alla beckasiner, med en kroppslängd på 40-43,5 centimeter. Liksom andra beckasiner har den kraftig kropp, lång rak näbb, breda vingar samt korta ben. Ovansida, hals och nacke är streckade och mönstrade i svart och brunt, och kastanjefärgade kanter på fjädrarna formar distinkta linjer utmed ryggen. Buken är vit med brun bandning på flankerna. Unikt för jättebeckasinen är även vingpennorna bandade. Ben och fötter är grågröna.
Jättebeckasinen skiljer sig från amerikansk beckasin och sydamerikansk beckasin genom sin storlek och sina rundade vingar. De storvuxna höglänt levande arterna andinsk beckasin och chilebeckasin saknar jättebeckasinens vita buk och vältecknade ovansida, medan liknande ädelbeckasinen är tydligt mindre.

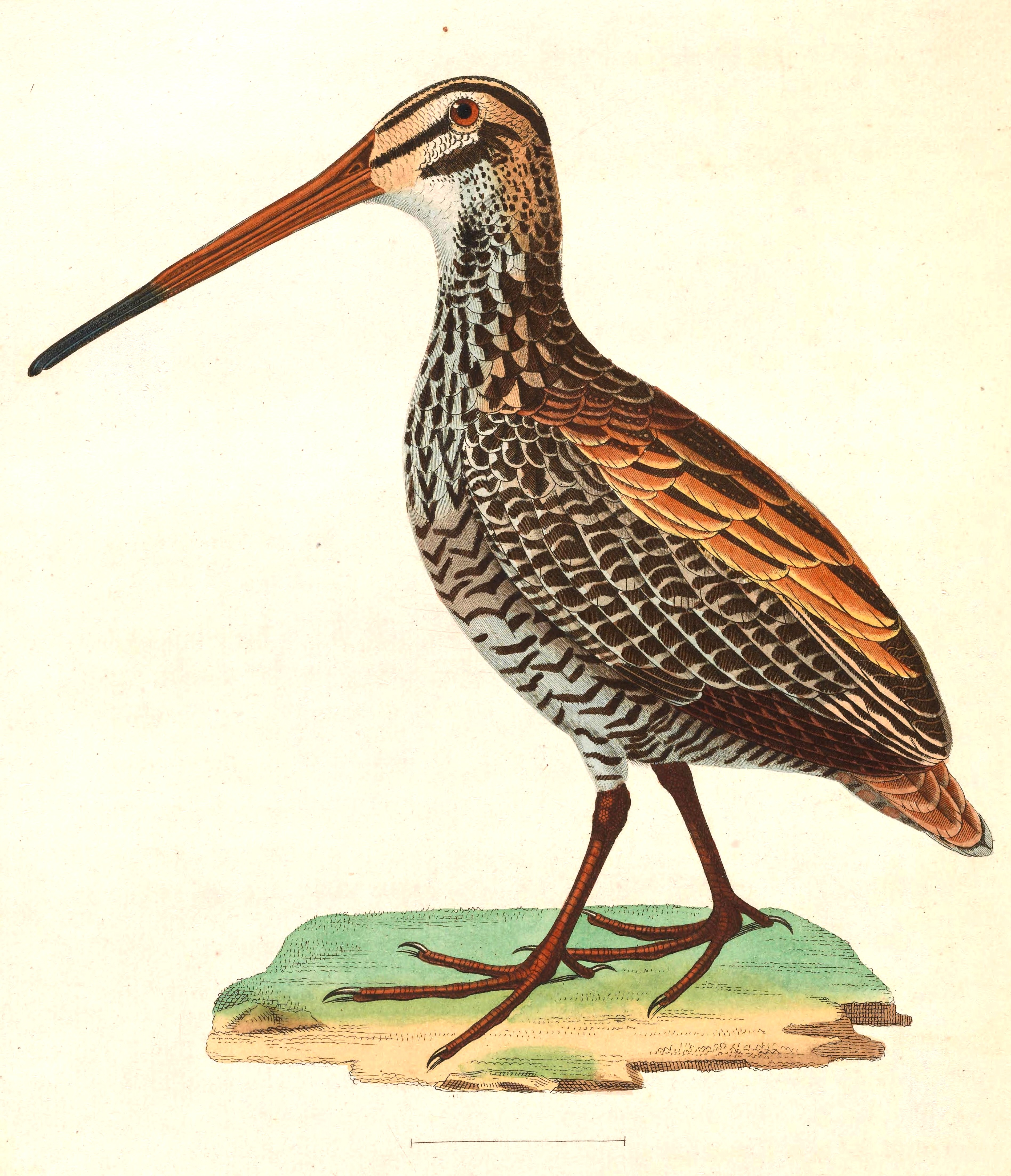
Gallinago undulata gigantea - Vuxen hanne. Målning från 1838.

### Läte
När den skräms upp hörs ett kek-kek vid uppfloget. Under det nattliga spelet avger den ett raspigt, trestavigt läte.

## Utbredning och systematik
Jättebeckasinen delas in i två underarter med två skilda utbredningsområden:
- Gallinago undulata undulata – Colombia till Venezuela, Guyanaregionen och närliggande norra Brasilien
- Gallinago undulata gigantea – östra Bolivia till Paraguay, sydöstra Brasilien och nordöstra Argentina

## Levnadssätt
Jättebeckasinen förekommer i hög växtlighet i träsk, översvämmade gräsmarker och tillfälligtvis torr savann, från havsnivån till 2.200 meters höjd. Fågeln födosöker mest nattetid, bland annat efter grodor. Kombinationen av levnadsmiljön, dess benägenhet att flyga först när man nästan kliver på den, dess nattliga vanor samt kryptiska fjäderdräkt gör att dess vanor är nästan helt okända.

### Häckning
Bon av den sydliga underarten har hittats i Brasilien i september och från november till början av januari. De placeras på en liten kulle mellan olika våmtarksområden vari fågeln lägger två till fyra ägg. Inga bon relaterade till den nordliga nominatformen har hittats.

## Status och hot
Arten har ett stort utbredningsområde och en stor population, men tros minska i antal, dock inte tillräckligt kraftigt för att den ska betraktas som hotad. Internationella naturvårdsunionen IUCN kategoriserar därför arten som livskraftig (LC). Världspopulationen uppskattas till 8500 adulta individer. Ingenstans uppfattas den som vanlig, men dess nattliga vanor och extremt tillbakadragna leverne kan möjligen överskatta hur ovanlig den är.